# Orange County (Californië)
Orange County is een van de 58 county's in de Amerikaanse deelstaat Californië. Het ligt in het zuidwesten van de staat, langs de Grote Oceaan. Het gebied behoort tot de agglomeratie van Los Angeles. Orange County is bekend als een belangrijke toeristische bestemming, met attractieparken zoals Disneyland en Knott's Berry Farm. Het gebied ligt in de kustvlakte van het Los Angeles Basin aan de voet van de Santa Ana Mountains. Met een kustlengte van 64 kilometer, heeft Orange County ook veel stranden. Orange County is een welvarende county die lang bekend stond als politiek conservatief. Dit conservatisme is sinds het begin van de eenentwintigste eeuw aan het veranderen.
Orange County heeft een totale oppervlakte van 2455 km² (948 mijl²) waarvan 2045 km² (789 mijl²) land is en 411 km² (159 mi²) of 16,73% water is. Met meer dan 3 miljoen inwoners is het de op twee na meest bevolkte county van Californië, na Los Angeles County en San Diego County, waaraan Orange County grenst. Het is tevens het op vijf na meest bevolkte county van de Verenigde Staten. Het is na San Francisco het dichtst bevolkte county van Californië. In tegenstelling tot de meeste stedelijke gebieden in de Verenigde Staten, is er geen aanwijsbaar stedelijk centrum in Orange County. Het merendeel is voorstedelijk, met uitzondering van de oude kernen van steden als Anaheim, Santa Ana, Orange, Huntington Beach en Fullerton.

## Geschiedenis
In e 18e eeuw werden langs de kust van het tegenwoordige Californië Spaanse missies opgericht. Zo ook de San Juan Capistrano-missie die in 1776 in het latere Orange County werd gebouwd. Deze missies waren verantwoordelijk voor het begin van de Californische wijnen. In 1887 werd er zilver ontdekt in de bergen van Santa Ana. Tot 1889 was het gebied onderdeel van Los Angeles County dat na een referendum werd afgescheiden. Destijds woonden er nog slecht een paar duizend mensen in het gebied. Een tweede referendum bepaalde dat Santa Ana de hoofdplaats zou worden. Mogelijk werd naam Orange County gekozen om nieuwe bewoners en boeren aan te trekken. het suggereert immers een aantrekkelijk warm gebied waar alles kan groeien. In het begin was landbouw met o.a. citrusvruchten de belangrijkste component van de economie. In 1904 werd het gebied vanuit Los Angeles bereikbaar per tram door de Pacific Electric Railway Co. Hierdoor werd het een dagtripbestemming o.a. voor het strand. In de jaren twintig werd het gebied bereikbaar met de komst van U.S. Route 101 en later met de komst van Interstate 5. Geleidelijk ontstonden hierdoor voorsteden voor werknemers in Los Angeles. In 1955 werd Disneyland Park geopend.
In 1994 ging Orange County failliet, ten gevolge van riskante beleggingen in derivaten door Robert Citron, die lange tijd penningmeester was voor Orange County. De county had een schuld van minstens 1,5 miljard dollar opgebouwd. Het was op dat moment het grootste overheidsbankroet in de VS.

## Bezienswaardigheden
Belangrijke toeristische bestemmingen zijn Disneyland, Knott's Berry Farm en het Orange County Museum of Art. Newport Beach is een badplaats. Het heeft een baai met daarin Balboa Island, een groep van drie kunstmatig aangelegde eilanden. Voor de kust ligt The Wedge, een bekende surflocatie voor body surfing. Verder zijn hier de Sherman Library and Gardens en de Balboa Pier te vinden. San Clemente is een badplaats die die zich onderscheid door haar vele gebouwen in Spanish Colonial Revival-architectuur.
Belangrijke sportcomplexen zijn het Angel Stadium of Anaheim en Honda Center.

### Aangrenzende county's
- Los Angeles County - noorden, westen
- San Bernardino County - noordoost
- Riverside County - oosten
- San Diego County - zuidoost

### Steden en dorpen

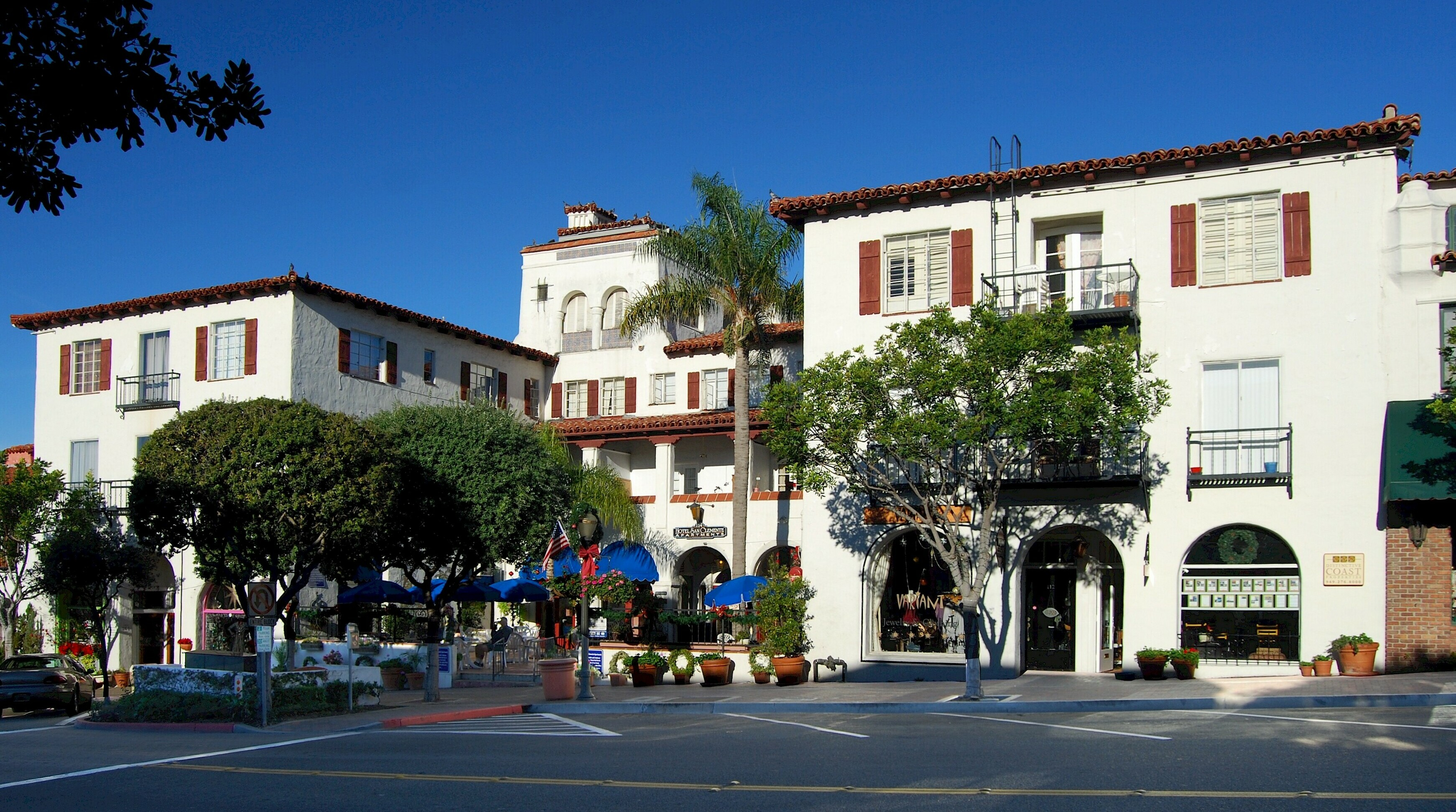
Spanish Colonial Revival-architectuur in San Clemente

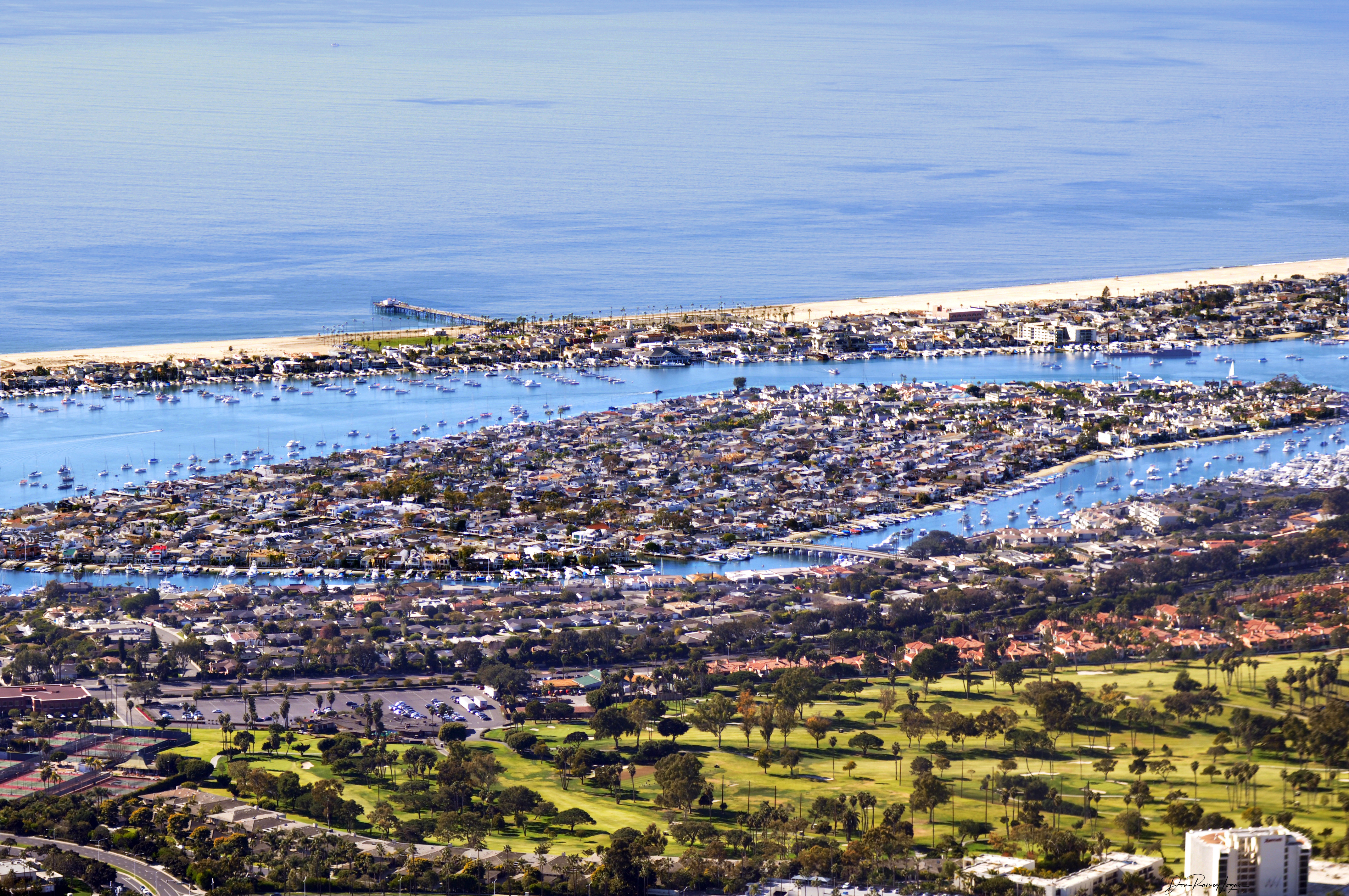
Balboa Island in Newport Bay

| - Aliso Viejo, opgenomen in 2001 - Anaheim, opgenomen in 1870 - Brea, opgenomen in 1917 - Buena Park, opgenomen in 1953 - Costa Mesa, opgenomen in 1953 - Cypress, opgenomen in 1956 - Dana Point, opgenomen in 1989 - Fountain Valley, opgenomen in 1953 - Fullerton, opgenomen in 1904 - Garden Grove, opgenomen in 1956 - Huntington Beach, opgenomen in 1909 - Irvine, opgenomen in 1971 - La Habra, opgenomen in 1925 - La Palma, opgenomen in 1955 - Laguna Beach, opgenomen in 1927 - Laguna Hills, opgenomen in 1991 - Laguna Niguel, opgenomen in 1989 | - Laguna Woods, opgenomen in 1999 - Lake Forest, opgenomen in 1991 - Los Alamitos, opgenomen in 1960 - Mission Viejo, opgenomen in 1988 - Newport Beach, opgenomen in 1906 - Orange, opgenomen in 1888 - Placentia, opgenomen in 1926 - Rancho Santa Margarita, opgenomen in 2000 - San Clemente, opgenomen in 1928 - San Juan Capistrano, opgenomen in 1961 - Santa Ana, opgenomen in 1886 - Seal Beach, opgenomen in 1915 - Stanton, opgenomen in 1956 - Tustin, opgenomen in 1927 - Villa Park, opgenomen in 1962 - Westminster, opgenomen in 1957 - Yorba Linda, opgenomen in 1967 |

Naast deze steden en dorpen bevat Orange County nog een groot aantal gemeenschappen.

## Geboren
- Richard Nixon (1913–1994), president
- Dianne de Leeuw (1955), Nederlands kunstrijdster
- Will Ferrell (1967), acteur
- Tim Commerford (1968), bassist van Rage Against the Machine
- Christie Clark (1973), actrice
- Courtney Ford (1978), actrice
- Aloe Blacc (1979), soulzanger en rapper
- Enver Gjokaj (1980), acteur
- Aaron Peirsol (1983), zwemmer
- Hayley Peirsol (1985), zwemster
- Valorie Curry (1986), actrice
- Rebecca Black (1997), popzangeres
- Ashley Liao (2001), actrice

## Afbeeldingen

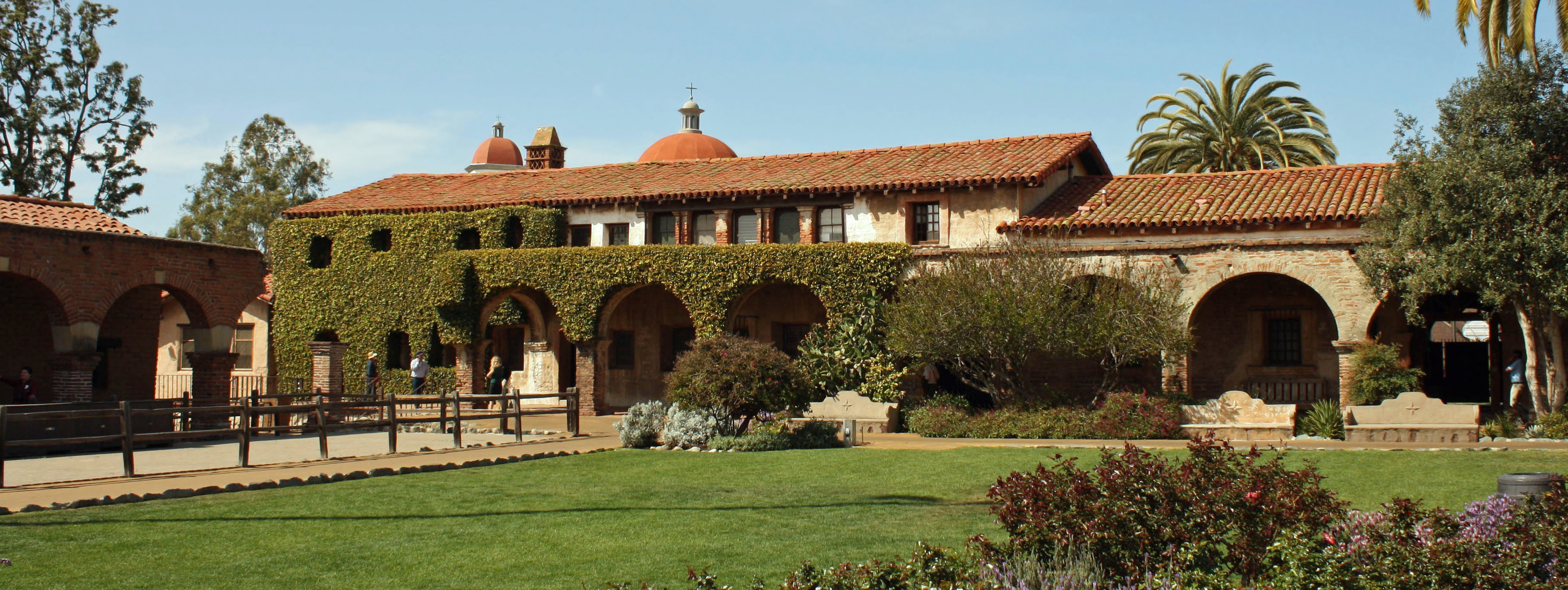
De Spaanse missie San Juan Capistrano, gesticht in 1776
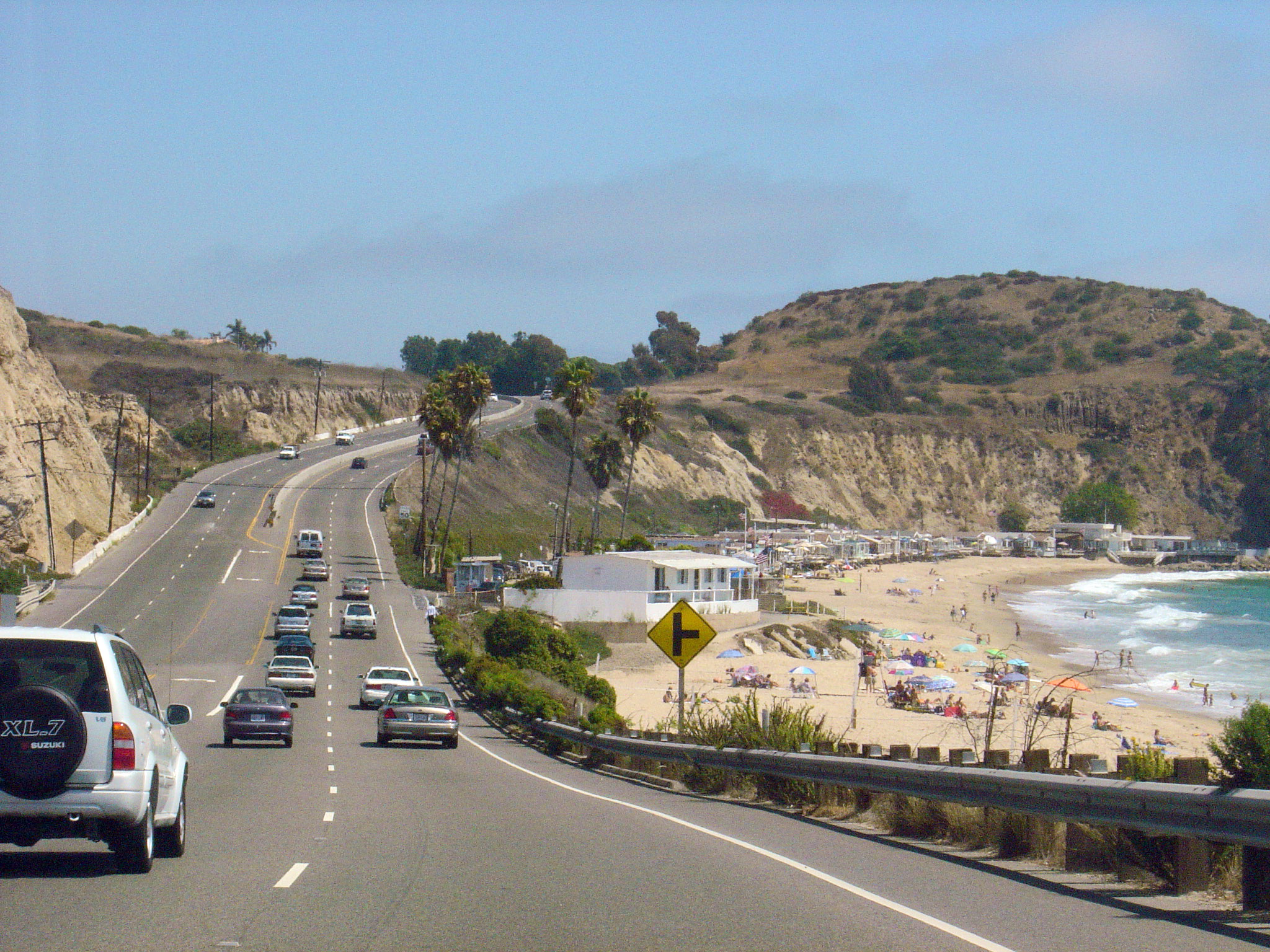
California State Route 1 bij Laguna Beach
Disneyland in Anaheim
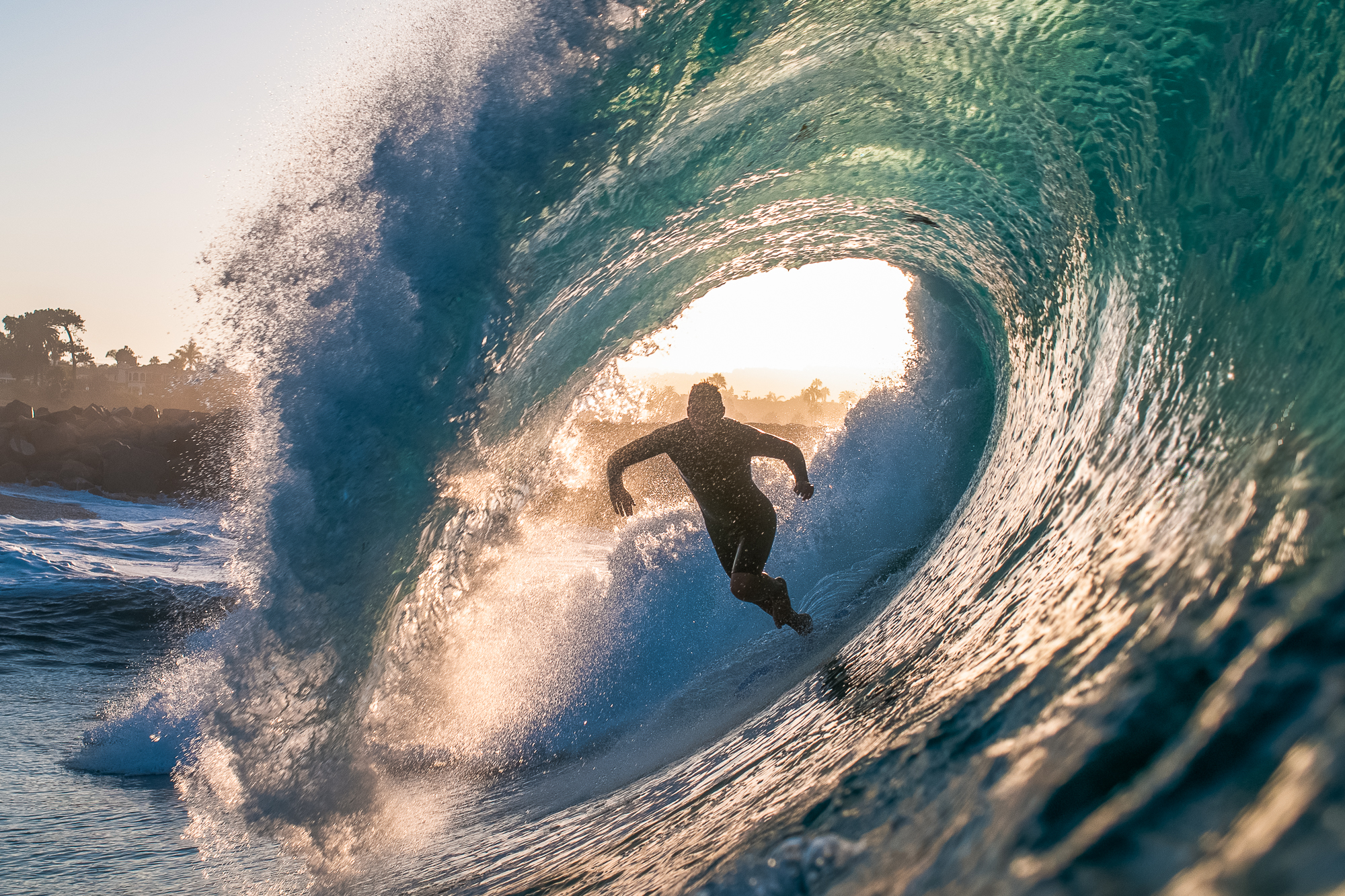
The Wedge in Newport Beach